# Emili Saló i Ramell
Emili Saló i Ramell (Granollers, 1 de juny del 1905 - Barcelona, 13 de setembre del 1988), va ser músic i compositor, especialment de sardanes, les quals ocasionalment signà amb el pseudònim Pau Marons. Descendent d'una nodrida nissaga de músics de Palau-sator, el seu pare va ser el cornetista Martí Saló, i el seu germà Conrad el director de La Principal de la Bisbal durant 55 anys i compositor de sardanes d'anomenada.

## Biografia
A quatre anys, la seva família es traslladà a viure a la Bisbal d'Empordà. Tres anys més tard, entrà a l'Escolania de Montserrat (1913-1914), on va començar els estudis de música. De tornada a la Bisbal, els continuà amb el mestre Josep Maria Soler, instrumentista, compositor, mestre i director de la cobla La Principal de la Bisbal. S'incorpora a aquesta formació com a trompetista el 1923 (posteriorment en fou contrabaixista), i s'hi estigué fins al 1940. En una actuació a França conegué el compositor Canteloube, amb qui inicià una correspondència molt formativa que bevia del programa pedagògic de la Schola Cantorum de París.
L'any 1947 marxà a actuar a l'estranger, i no en tornà fins al 1961. En la seva estada al Caire compongué la coneguda sardana Tramuntanada (1948). Tingué molta relació amb Mataró.
A més de simfonies i altres obres d'estil dodecafònic, és autor de més de 250 sardanes i altra música de concert per a cobla. Aquesta darrera requereix un notable esforç d'interpretació i és rarament programada en els concerts. Una part de la seva producció sardanista, d'estil més senzill i amb una menor tècnica musical, és signada amb el pseudònim Pau Marons, que esdevé una mena de "segona marca"; tot i així, aquestes sardanes (una seixantena) gaudeixen també de gran popularitat. El fons documental d'Emili Saló està dipositat a l'Arxiu Històric Comarcal de la Bisbal d'Empordà.
El compositor Tomàs Gil i Membrado li dedicà la sardana Banyuls a Emili Saló.

## Obres
- La cabra blanca (1928), sarsuela en dos actes amb lletra de Robert Rizo
- Poema sevillano: pasodoble (1944), amb C. Ramos (=Agustín Belgrano)

## Música per a cobla
- Antònia (1920), glossa
- El comte Garí (1933), glossa
- Suite del riu Ter, suite per a cobla

## Sardanes

### Sardanes signades per Emili Saló
- Adéu Conrad (1981), al seu germà
- Aldarull de festa (1933)
- Aquell Martí del cornetí, obligada de trompeta dedicada al seu pare
- El bosc de les Violetes (1978), dedicada a la colla sardanista Violetes del Bosc
- El castell de la Bisbal (1973)
- Cent anys ressonants (1988), en el centenari de La Principal de la Bisbal
- Els dos valents (1957), obligada per a dos tibles
- Encís de Festa Major (<1929)
- Engruna (1933)
- Els fadrins esvalotats, per a dues cobles
- Gaia tardor (1945)
- El guerrer, obligada de tenora
- Guspira, amb sonoritats ravelianes
- Heroi, obligada de tenora
- Idil·li brau (1951), obligada per a tenora i tible
- Idil·li capriciós, obligada per a tenora i tible
- Il·lusió, obligada de tible
- Joliua (1924)
- Maltempsada a les Roquetes (1986), obligada de cobla
- Mestre Soler (1978), dedicada al seu mestre Josep Maria Soler
- Pedregada damunt La Selva (1972), obligada de cobla
- El petit Emili (1964)
- La riuada (1972), obligada de cobla
- Synera cara al mar (1983), inspirada en l'obra del poeta Espriu
- Tardorenca
- Tramuntanada (1948), obligada de cobla i de gran dificultat en la interpretació
- Ventada de març (1959), obligada de cobla

### Sardanes dePau Marons
- A saltar (1951)
- La ballada (1967)
- El bruel de Pals (1950), obligada per a dos fiscorns
- Contrades gironines
- Les coves de Montgó, obligada per a dos fiscorns
- Els dos tapers, obligada de tenora i fiscorn
- Duet festiu, obligada per a 2 tibles
- En Joan de Serrallonga (1978), obligada de fiscorn
- En Nela i el gat vell (1972)
- L'Ermita dels Àngels
- La Festa de les Santes, de Mataró
- Fiscorns brunzents, obligada per a dos fiscorns
- El galliner esvalotat, obligada de tenora i tible
- El "Moreno" i el "Rosset", obligada de fiscorn i tible, dedicada a Josep Puig "Moreno" i Joan Parés, de la Principal de la Bisbal
- Palau del Vent (1977), obligada per a cobla
- Els petits almogàvers, obligada per a dues trompetes i trombó
- El Pi de les tres branques (1976), obligada de tenora i tible
- Els tres caçadors (1976), obligada per a tres fiscorns

## Arranjaments
- Dos discos Sardanes cantades per Montserrat Alavedra i La Principal de la Bisbal (1974 -1975), arranjament
- En Quimet de Cabrils (1980), sardana de Sigfrid Galbany, instrumentació